# Vas vármegyei múzeumok listája
Ez a Vas vármegyei múzeumok és kiállítóhelyek listája.

## Szombathely
- Derkovits Emlékház
- Iseum Romkert
- Járdányi Paulovics István Romkert
- Savaria Múzeum
- Smidt Múzeum
- Szombathelyi Képtár
- Szombathelyi Római Katolikus Egyházmegyei Gyűjtemény és Kincstár
- Vasi Múzeumfalu

## Kőszeg
- Arany Egyszarvú Patikamúzeum
- Főnix ház
  - Szamos Marcipán Mesegaléria
  - a 14 magyar borvidéket bemutató borgaléria
- Postatörténeti Múzeum
- Városi Múzeum
  - Jurisics Miklós Vármúzeum
  - Öregtorony (Zwinger)
  - Tábornokház és Hősök Tornya
- Chernel-kert Arborétum és Bechtold István természetvédelmi látogatóközpont, Chernel István Madárvédelmi Mintatelep és Emlékmúzeum
- Garázsmúzeum (Kámán István magángyűjteménye)
- Fekete Szerecseny Patikamúzeum

### A Kőszegi-hegységben
- Írott-kő (Geschriebenstein) kilátó – az osztrák–magyar államhatár kialakulásának története (állandó kiállítás)
- Óház-kilátó
- Hét Vezér-forrás
- Királyvölgyi madártani tanösvény
- Óház tanösvény
- Stájerházak (Erdészeti Múzeum és 18. századi lakóházak)

## Sárvár
Nádasdy Ferenc Múzeum

## Körmendi múzeumok
- Dr. Batthyány-Stattmann László Múzeum
- Határőrség Központi Múzeuma
- Molnár István madárgyűjteménye
- Vadászlak

## Egyéb múzeumok
- Cák – Cáki Pincesor
- Celldömölk – Ság-hegyi Múzeum
- Csempeszkopács – Balogh Kastély Helytörténeti Múzeum
- Csepreg – Városi Múzeum
- Csönge – Weöres Sándor és Károlyi Amy Emlékmúzeum
- Egyházashetye – Berzsenyi Dániel Emlékház
- Felsőcsatár – Vasfüggöny Múzeum
- Felsőszölnök – Kühár Emlékház (szlovén tájház)[1]
- Hegyfalu – Képeslapmúzeum[forrás?]
- Magyarszombatfa – Őrségi vadászati kiállítás[forrás?]
- Magyarszombatfa – Fazekasház
- Ostffyasszonyfa – Petőfi Ház[forrás?]
- Pankasz – Helytörténeti és Néprajzi Gyűjtemény
- Pankasz – Kovácsműhely
- Szentgotthárd – Pável Ágoston Múzeum
- Szombathely – Herény: Eötvös Loránd Tudományegyetem – Gothard Asztrofizikai Obszervatórium
- Vasasszonyfa – Avar kori temetőt bemutató múzeum
- Vasvár – Domonkos Rendtörténeti Gyűjtemény
- Vasvár – Helytörténeti Múzeum
- Velem – Vízimalom

## Tájházak, falumúzeumok
- Hegyhátszentpéter – Tájház
- Nagygeresd – Falumúzeum
- Szalafő-Pityerszer – Őrségi Népi Műemlékegyüttes – Falumúzeum